# Iteshicha
Iteshicha (Itešica, Ite-citca, Bad-face ili Oglala-qtca; Real Oglala). Banda Oglala Indijanaca čiji je najpoznatiji poglavica bio legendarni Maȟpíya Lúta ili Crveni Oblak.
Oglala polovicu Smoke People činili su s bandama Oyukhpe (poglavica Red Dog), i Waglukhe ili Followers. Godine 1879 oni su na jugouzapadu rezervatu Pine Ridge, blizu današnjeg naselja Oglala. Tamo je i Red Cloud sahranjen.